# Поляризационно-оптический метод моделирования

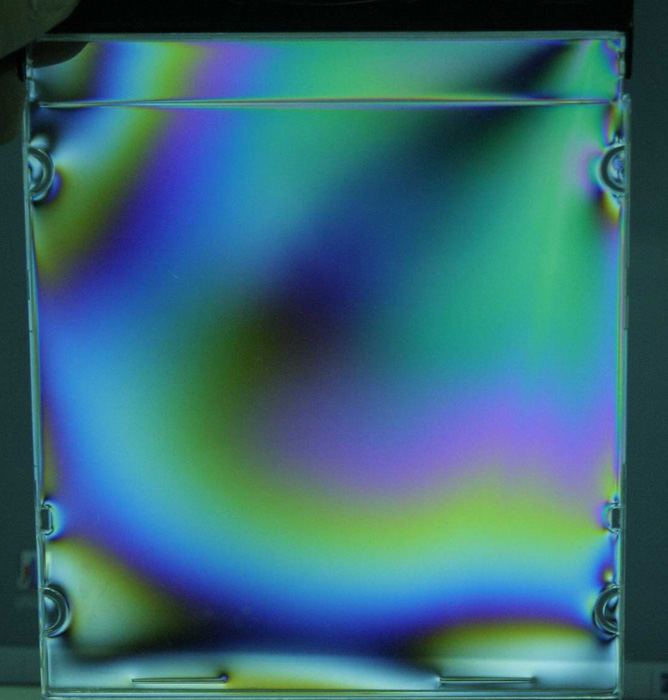
Деформации и напряжения в материале в поляризованном свете

Поляризованная световая модель (лат. polus — полюс, греч. πολος — ось) — модель для изучения напряженных состояний конструкций и их элементов, основанный на эффекте фотоупругости. Суть модели состоит в том, что монохроматический плоскополяризованный свет изменяет угол поляризации при прохождении через определенное вещество, структура которого напряжена воздействием внешних сил. Для построения моделей используют прозрачное вещество, например бакелит или целлулоид. Для измерения угла поляризации используют полярископ. Лучи света, проходя через поляризующие материалы, разделяются на два луча, распространяющиеся с различными скоростями. Напряженные участки окрашиваются в различные цвета, причем, чем больше напряжение, тем интенсивнее окраска. Образец изготавливают как копию реального объекта в масштабе, нагрузка аналогична реальной нагрузке, по отклонению угла поляризации определяют состояние конструкции и её характеристики.